# Aus dem Leben bemerkenswerter Menschen

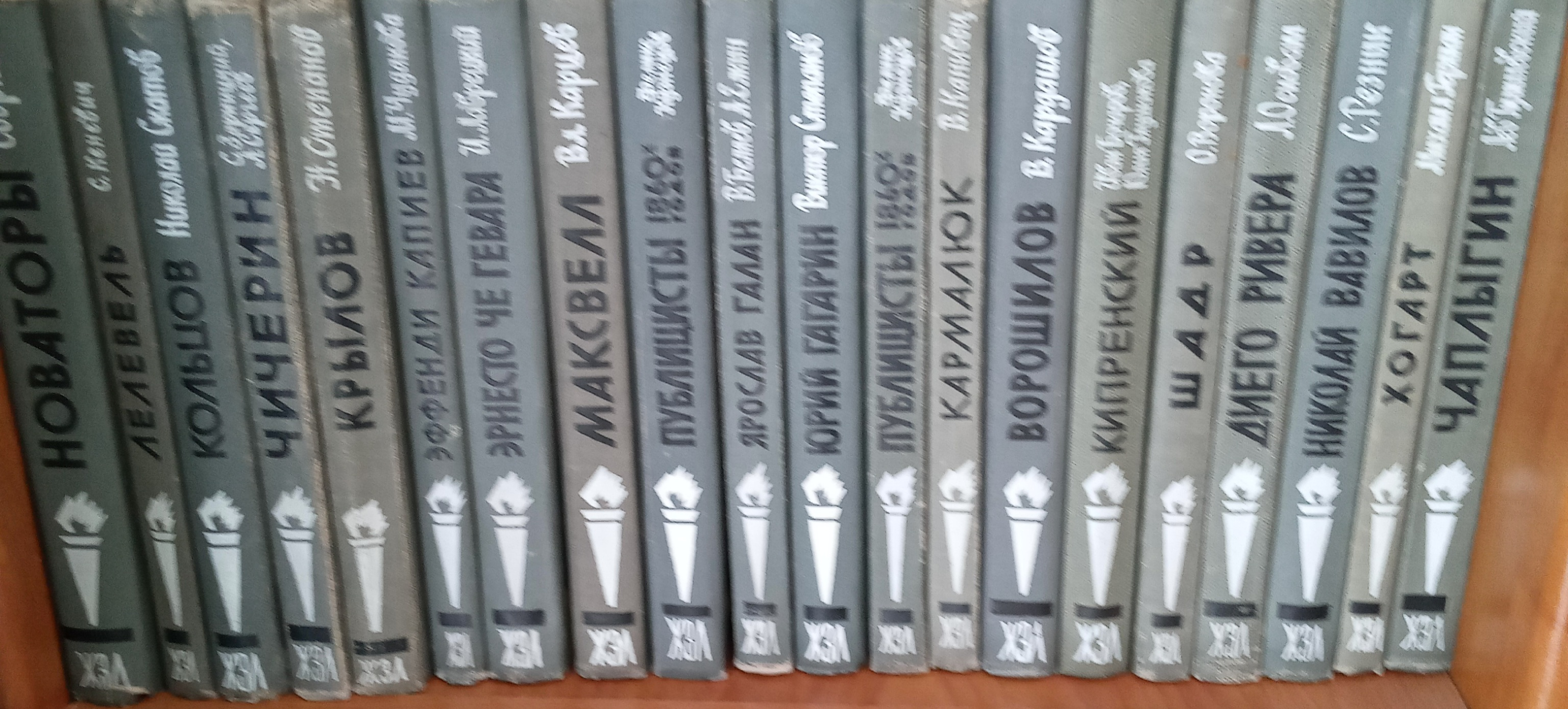
russisch Книги серии "ЖЗЛ"на книжном полке

Aus dem Leben bemerkenswerter Menschen (russisch Жизнь замечательных людей / Schisn sametschatelnych ljudei, wiss. Transliteration Žizn' zamečatel'nych ljudej / „Leben bemerkenswerter Menschen“; Abk. SchSL / ЖЗЛ / ŽZL) ist eine Reihe biographischer und künstlerisch-biographischer Bücher, die auf Initiative von Maxim Gorki gegründet und 1933–1938 vom Magazin- und Zeitungsverein und von 1938 bis heute von der Jungen Garde herausgegeben wurde.

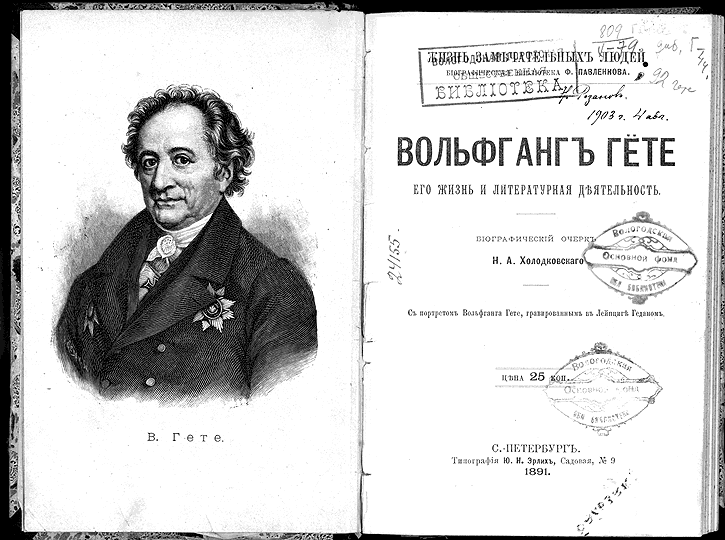
Titelblatt von N. A. Cholodkowskis Wolfgang-Goethe-Biografie aus der Reihe

Sie wurde erstmals 1890–1924 von Florenti Fjodorowitsch Pawlenkow (1839–1900) unter dem gleichen Titel veröffentlicht.

## Inhalt

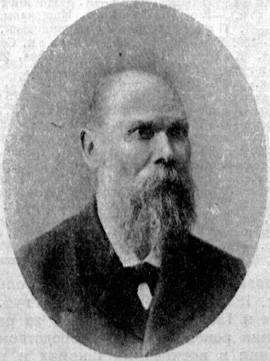
Florenti Fjodorowitsch Pawlenkow

- Reihe von F. F. Pawlenkow 1890–1924
  - Hauptartikel: Leben bemerkenswerter Menschen (1890–1924) (russisch)
- Reihe Leben bemerkenswerter Menschen nach 1933
  - Hauptartikel: Liste der Bücher aus der Reihe Leben bemerkenswerter Menschen (russisch)
- Extra-Reihen
  - Hauptartikel: Leben bemerkenswerter Menschen. Biographie Fs. (russisch)
  - Hauptartikel: Leben bemerkenswerter Menschen. Kleine Reihe (russisch)